# Erlöserkirche (Breslau)

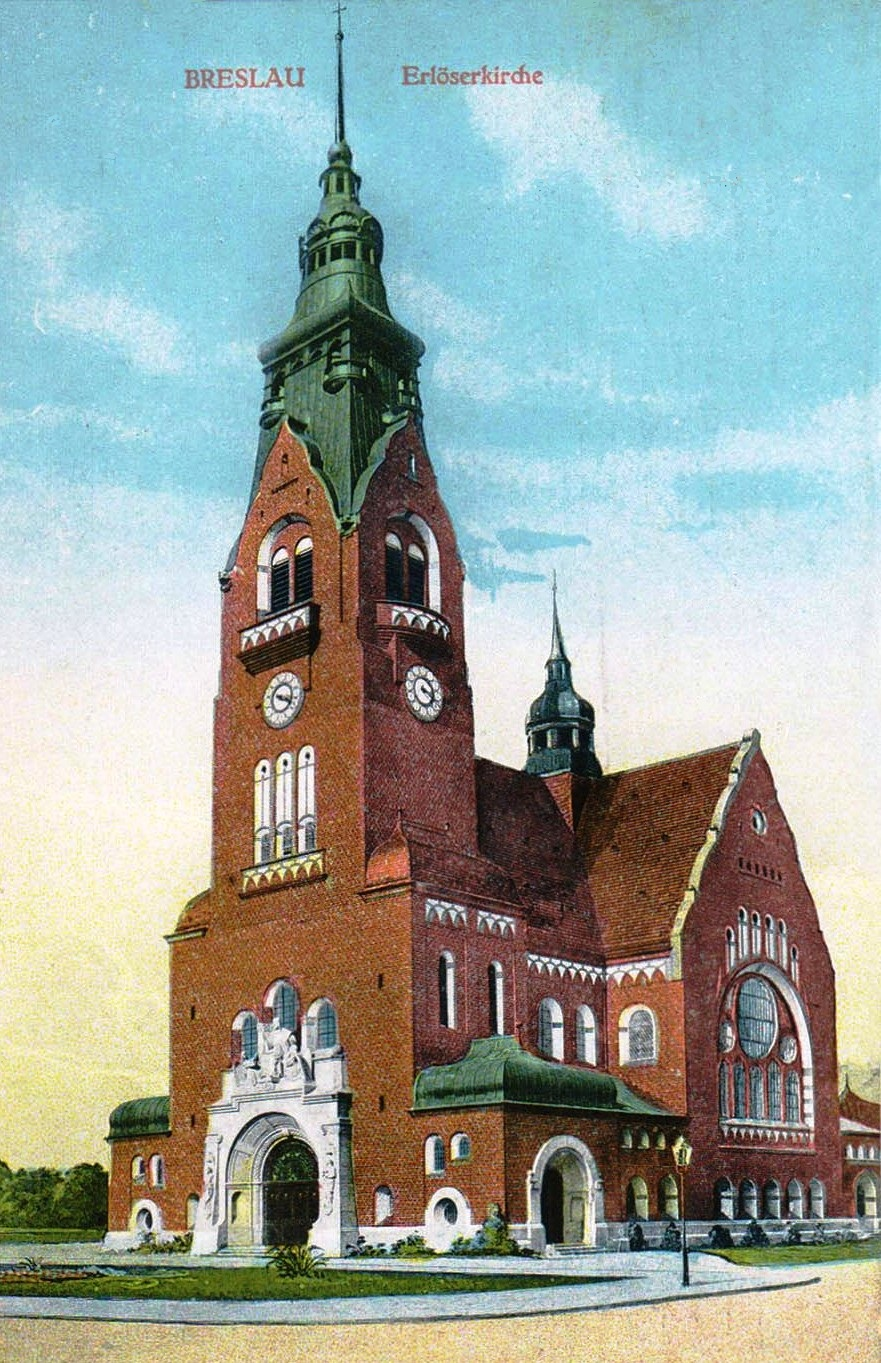
Erlöserkirche (colorierte Ansichtskarte, 1905/1915)

Die Erlöserkirche in Breslau am Benderplatz (heute plac Stanisława Staszica) war eine evangelische Kirche, die 1904 fertiggestellt und nach Beschädigung im Zweiten Weltkrieg Mitte der 1950er Jahre abgebrochen wurde.

## Geschichte
In der Odervorstadt gab es Ende des 19. Jahrhunderts keine evangelische Kirche, während am Schießwerderplatz 1897–1898 die prächtige römisch-katholische Kirche St. Bonifatius entstand. Daher wurde 1901 ein Architektenwettbewerb für den Bau der Erlöserkirche veranstaltet. An ihm konnten einerseits alle evangelischen Breslauer Architekten teilnehmen, andererseits wurden sechs auswärtige Architekten ausdrücklich zur Teilnahme eingeladen, die schon evangelische Kirchen gebaut und dafür fachliche Anerkennung bekommen hatten: Albrecht Haupt (Hannover), Carl Hocheder (München), Jürgen Kröger (Berlin), Otto March (Berlin) und Richard Schultze (Berlin) sowie die Architektengemeinschaft Schilling & Graebner (Dresden). Obwohl die Jury den Entwurf von Carl Hocheder mit dem 1. Preis auszeichnete und der Gemeinde seine Ausführung empfahl, entschied sich die Gemeindekörperschaft unter weiterer Beratung durch den Jury-Vorsitzenden Oskar Hossfeld, stattdessen den Entwurf von Jürgen Kröger auszuführen.
So wurde die Kirche schließlich gegenüber der katholischen Kirche St. Bonifatius (Schließwerderplatz und Benderplatz stellen eine Doppelplatzanlage dar) unter Berücksichtigung des Wiesbadener Programms erbaut und am 2. September 1904 geweiht.
Die Kirche wurde zu Ende des Zweiten Weltkriegs bei der Schlacht um Breslau beschädigt und zunächst provisorisch gesichert. Die nach dem Bevölkerungsaustausch sehr klein gewordene evangelische Gemeinde konnte die finanziellen Lasten des Wiederaufbaus nicht tragen, sodass die Erlöserkirche Mitte der 1950er Jahre abgebrochen wurde. Heute ist ihr Grundstück mit einem Supermarkt bebaut.

## Architektur
Die Kirche wurde im Stil der Neorenaissance erbaut, in der Ausgestaltung des Innenraums fanden sich aber auch Anklängen an den Jugendstil. Der Grundriss der Kirche bildete ein griechisches Kreuz, Vierung und Kreuzarme waren eingewölbt. Die eher traditionelle Außenform mit Mittelturm beinhaltete einen modern ausgestalteten zentralen Raum ohne störende Zwischenstützen. In die Arme des breiten Querschiffs waren Emporen eingebaut. Der Innenraum wurde von der Firma Spinn & Co. ausgemalt, den Altar schuf der Berliner Bildhauer Robert Schirmer.

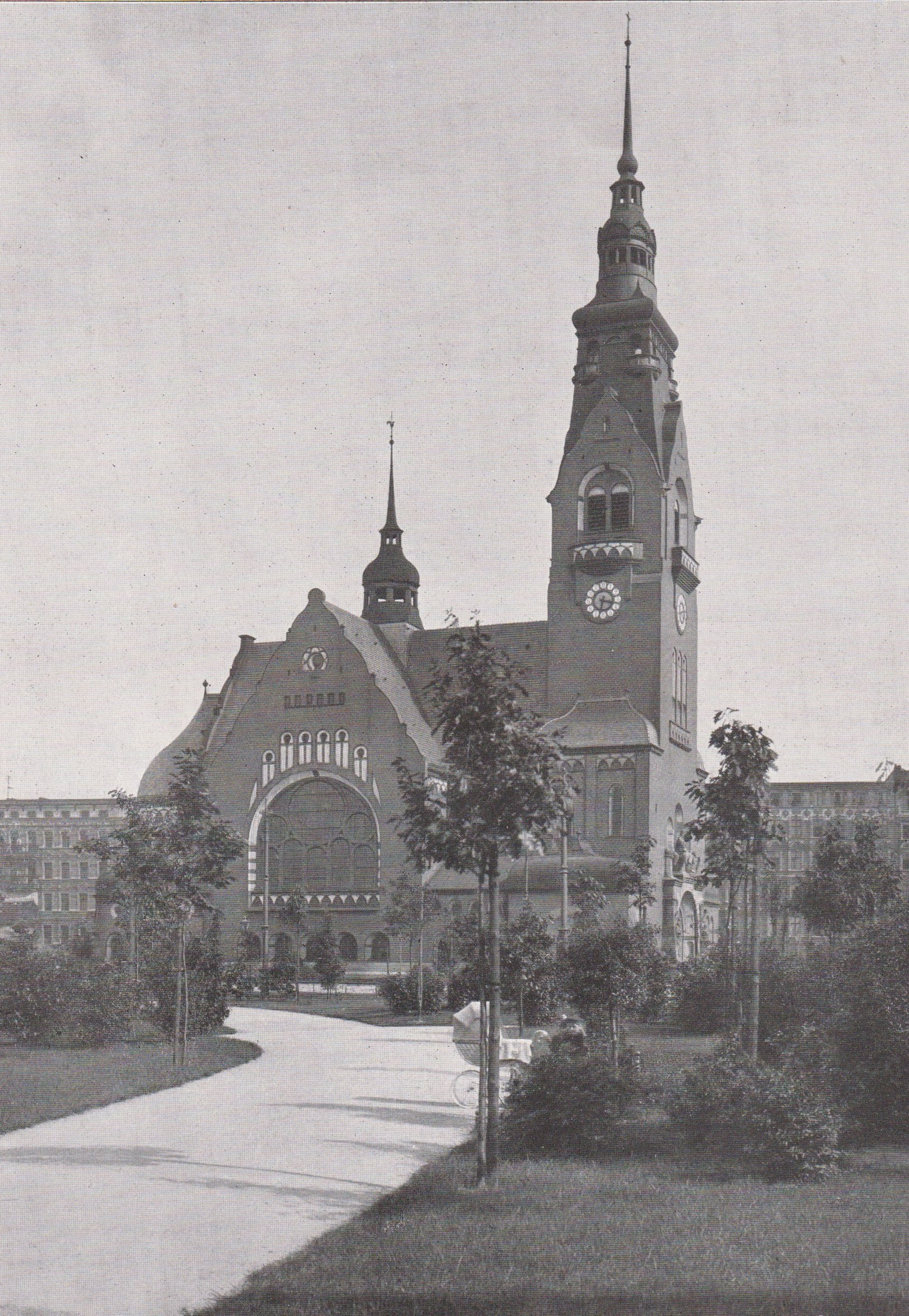
Seitenansicht von Norden
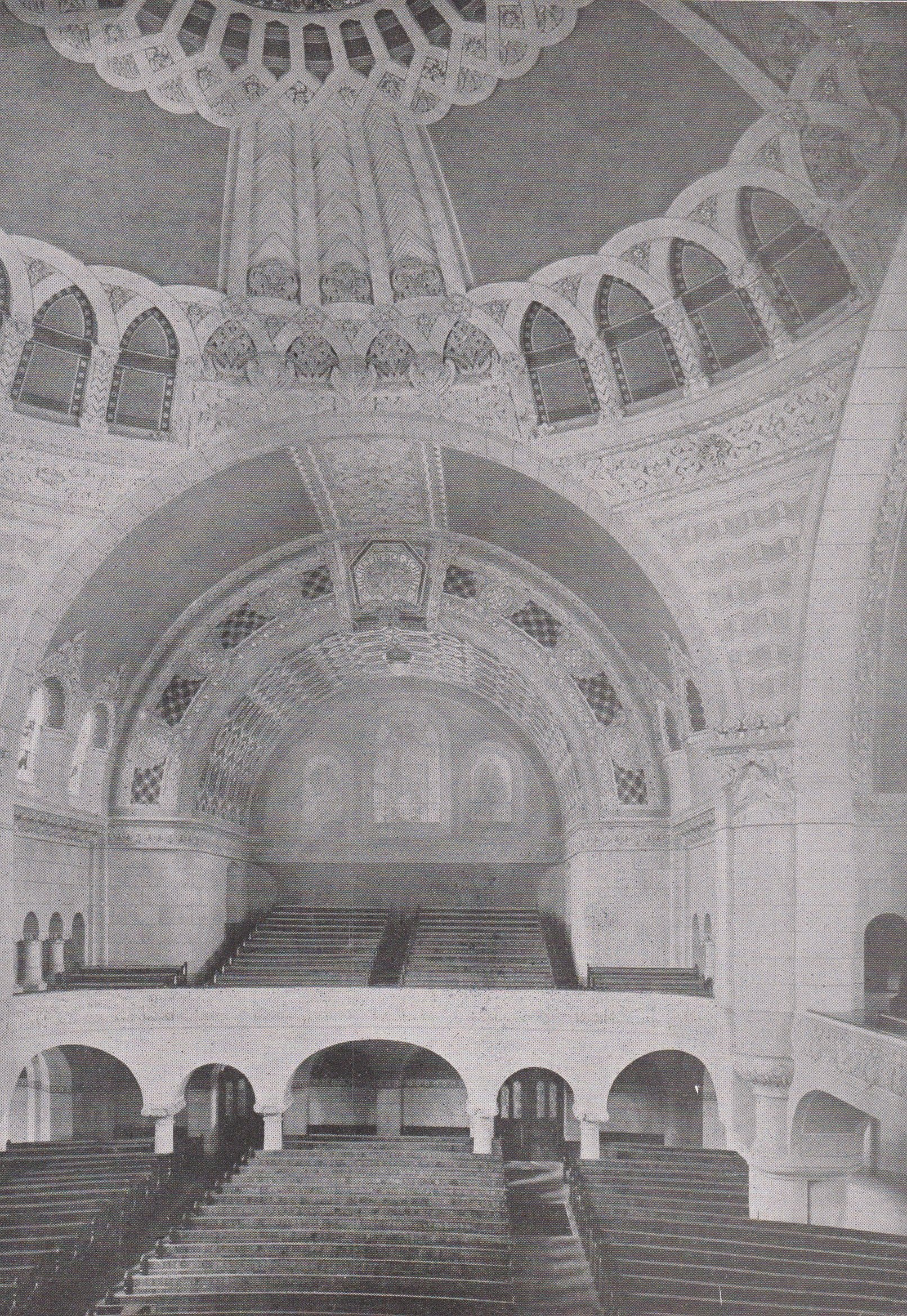
Innenraum, Blick zur Empore der Turmseite
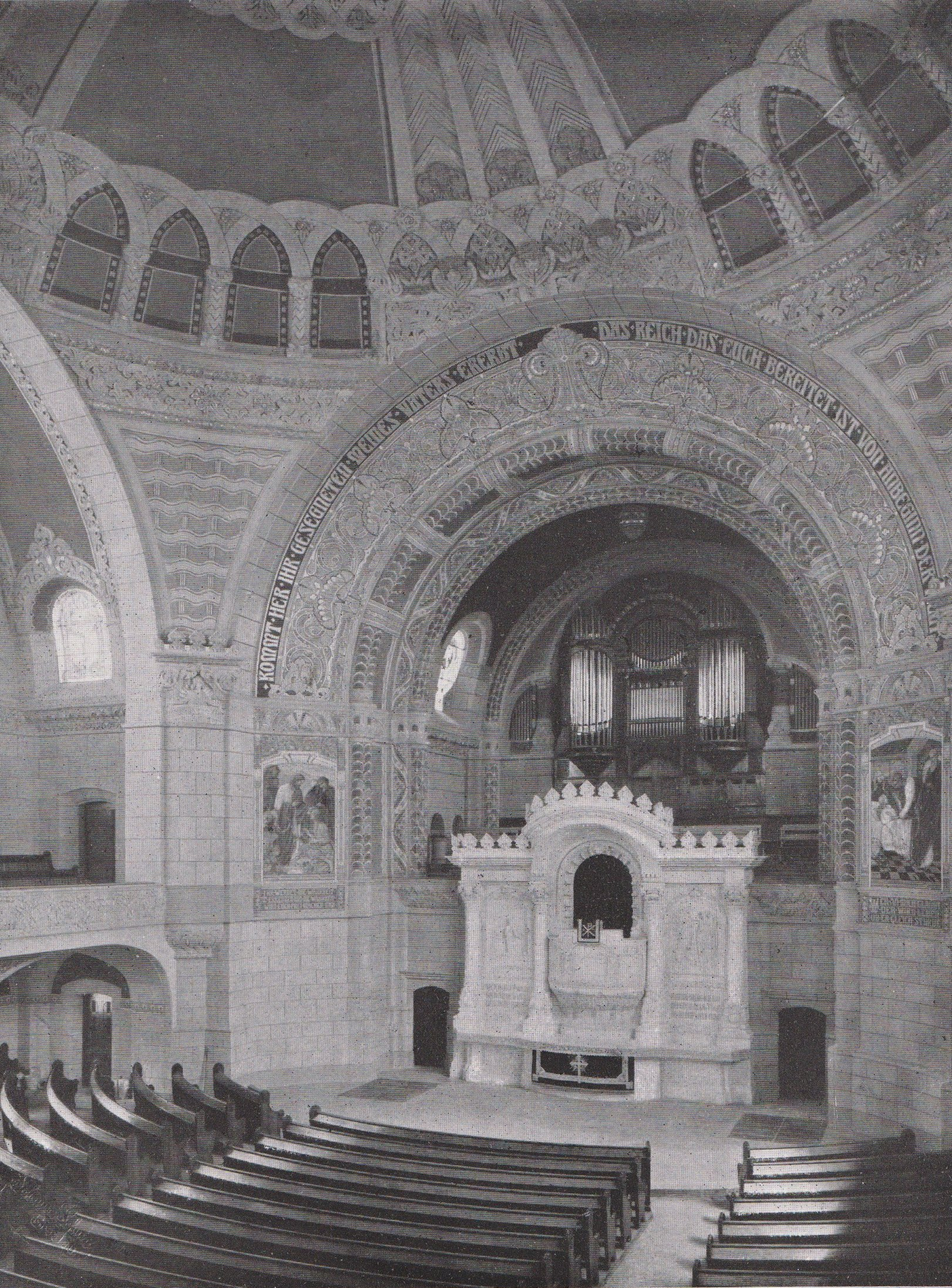
Innenraum, Blick zum Altar
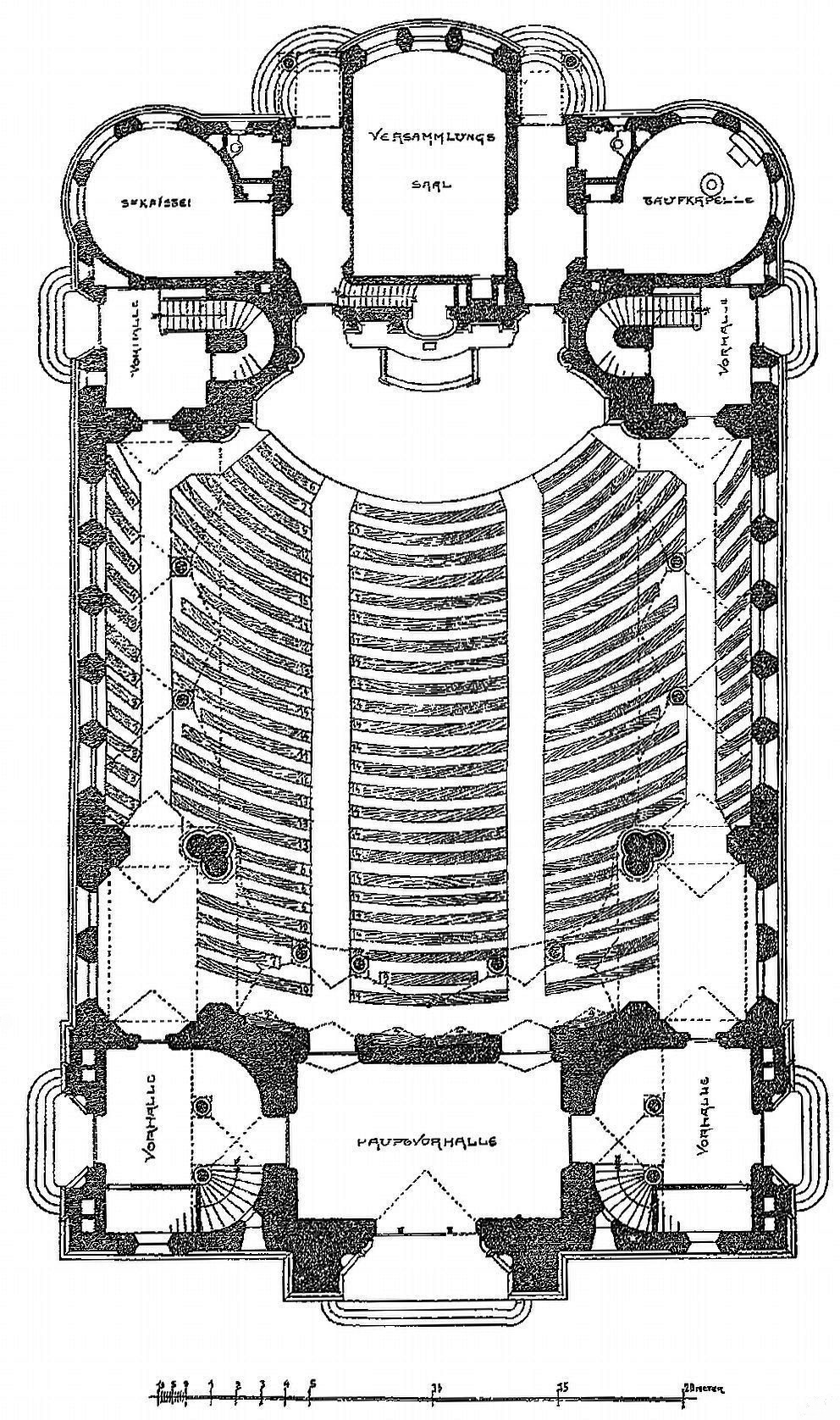
Grundriss

## Geistliche
- Cyron
- Haack
- Höpfner
- Petersmann[3]